# Figueroa (Arteijo)
Figueroa (en gallego y oficialmente, Figueiroa) es una aldea española situada en la parroquia de Arteijo, del municipio de Arteijo, en la provincia de La Coruña, Galicia.

## Demografía
| Gráfica de evolución demográfica de Figueiroa entre 2000 y 2018 |
|                                                                 |
| Datos según el nomenclátor publicado por el INE.                |